# 福元宮

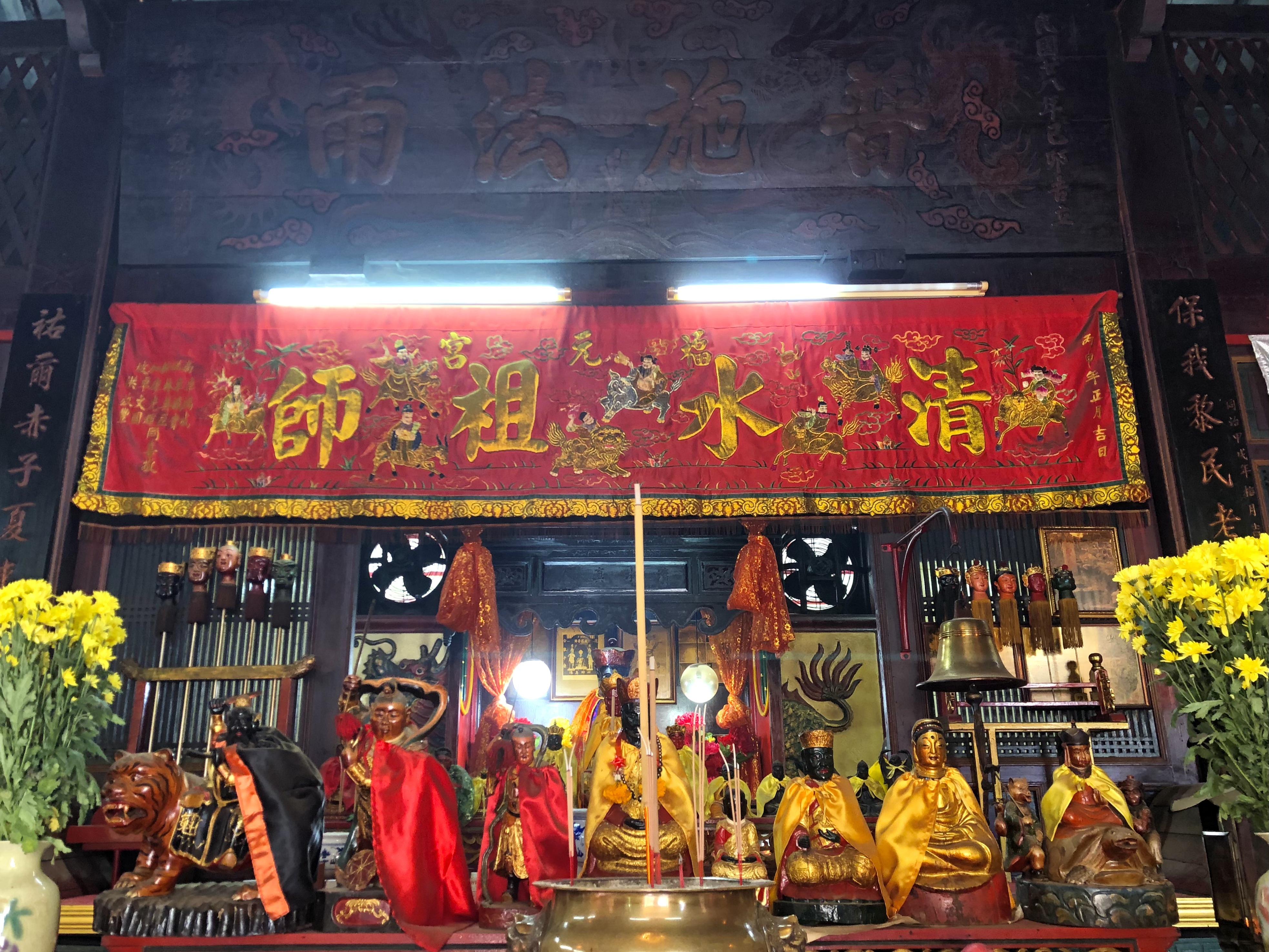
福元宮內主神奉祀清水祖師

25°02′25″N 121°30′10″E / 25.04023°N 121.502778°E
福元宮，是一座位於泰國南部普吉市的祖師廟，當地華人俗稱祖師庵，主祀清水祖師。為一座受道教、閩南民間信仰影響極多的寺廟。